# DEB-Pokal der Frauen 2017
Der DEB-Pokal der Frauen 2017 wurde am 18. und 19. März 2017 in der Eissporthalle Memmingen in Memmingen ausgetragen. Der Wettbewerb fand damit zum 16. Mal seit seiner Einführung und zum 11. Mal unter Teilnahme der besten deutschen Fraueneishockey-Teams statt. Pokalsieger wurde zum dritten Mal in der Vereinsgeschichte der ECDC Memmingen. Erstmals gelang es einem Gastgeber des Pokalwettbewerbs, diesen zu gewinnen.

## Teilnehmer und Modus
Für das Turnier waren die vier besten Mannschaften der abgeschlossenen Bundesligasaison 2016/17 qualifiziert. Gespielt wurde erneut im Turniermodus mit Halbfinal- und Finalspielen. Die Pokalspiele fanden in regulärer Spielzeit von 3 × 20:00 Minuten statt.

## Ansetzungen
Halbfinale
| 18. März 2017 17:00 Uhr | ESC Planegg Brittany Berisoff (3:53) Franziska Feldmeier (7:15) Monika Bittner (7:58) Julia Zorn (43:08) Monika Pink (46:36) | 5:0 (3:0, 0:0, 2:0) Spielbericht | EC Bergkamen | Eissporthalle, Memmingen |

| 18. März 2017 20:00 Uhr | ERC Ingolstadt Tracy McCann (38:57) | 1:2 (0:1, 1:1, 0:0) Spielbericht | ECDC Memmingen Jennifer More (18:21) Marina Swikull (27:16) | Eissporthalle, Memmingen Zuschauer: 234 |

Spiel um Platz 3
| 19. März 2017 10:00 Uhr | ERC Ingolstadt Emily Nix (24:35) Emily Nix (36:08) | 2:3 (0:0, 2:1, 0:2) Spielbericht | EC Bergkamen Annika Becker (29:28) Nina Ziegenhals (50:53) Michelle Lübbert (54:51) | Eissporthalle, Memmingen |

Finale
| 19. März 2017 13:00 Uhr | ECDC Memmingen Jennifer More (03:34) Shannon Stewart (24:02) Jennifer More (24:42) Manuela Anwander (29:06) Shannon Stewart (36:29) Nicola Eisenschmid (39:34) | 6:2 (1:1, 5:0, 0:1) Spielbericht | ESC Planegg Julia Zorn (12:31) Franziska Feldmeier (40:37) | Eissporthalle, Memmingen Zuschauer: 302 |

## Beste Scorer
Quelle: eliteprospects.com; Abkürzungen: Sp = Spiele, T = Tore, V = Assists, Pkt = Punkte, SM = Strafminuten; Fett: Turnierbestwert
| Spieler             | Mannschaft     | Sp | T | V | Pkt | SM |
| ------------------- | -------------- | -- | - | - | --- | -- |
| Jennifer More       | ECDC Memmingen | 2  | 3 | 0 | 3   | 2  |
| Manuela Anwander    | ECDC Memmingen | 2  | 1 | 2 | 3   | 0  |
| Vena Kanters        | EC Bergkamen   | 2  | 0 | 3 | 3   | 0  |
| Julia Zorn          | ESC Planegg    | 2  | 2 | 0 | 2   | 0  |
| Franziska Feldmeier | ESC Planegg    | 2  | 2 | 0 | 2   | 0  |
| Emily Nix           | ERC Ingolstadt | 2  | 2 | 0 | 2   | 2  |
| Shannon Stewart     | ECDC Memmingen | 2  | 2 | 0 | 2   | 4  |

## Kader des Pokalsiegers
| DEB-Pokalsieger ECDC Memmingen | Tor: Franziska Albl, Emma Schweiger Abwehr: Daria Gleißner, Lena Kartheininger, Carina Strobel, Franziska Brendel Angriff: Manuela Anwander, Marina Swikull, Julia Seitz, Antje Sabautzki, Jennifer More, Nicola Eisenschmid, Shannon Stewart, Anna-Lena Niewollik, Tiana Rehder, Lena Schurr, Nadine Schattner, Carina Bitzer, Katharina Ott, Antonia Jeckel Trainer: Werner Tenschert, Markus Rose |